# Tumor de la beina del nervi
Un tumor de la beina del nervi o tumor de la beina nerviosa és un tipus de neoplàsia del sistema nerviós que està format principalment per la mielina que envolta els nervis. Des de neoplàsies benignes com el schwannoma fins a neoplàsies malignes d'alt grau conegudes com a tumors malignes de la beina del nervi perifèric, els tumors de la beina del nervi perifèric inclouen una sèrie d'entitats clinicopatològiques clarament caracteritzades.
Un tumor de la beina del nervi perifèric és una neoplàsia de la beina del nervi al sistema nerviós perifèric. Les neoplàsies de la beina dels nervis perifèrics benignes inclouen els schwannomes i els neurofibromes.
Un tumor maligne de la beina del nervi perifèric és un càncer, que sovint és resistent als tractaments convencionals.